# Throne: Kingdom at War
Throne: Kingdom at War es un juego de estrategia multijugador masivo en línea para dispositivos con plataformas iOS y Android, desarrollado por Plarium y presentado en 2016. El juego está ambientado en un reino ficticio donde los jugadores construyen sus propias ciudades, forman ejércitos y luchan entre sí en guerras de clanes.

## Dinámica del juego y argumento
El juego está ambientado en Amaria, un reino ficticio donde, tras el fallecimiento del rey, se desencadenó la lucha por el trono. Los jugadores pueden construir ciudades, erigir edificios de recursos, formar ejércitos y librar batallas. El ejército consta de caballeros, tropas a distancia, lanceros, tropas de caballería, tropas de asedio, exploradores y otros personajes que participan en las batallas jugador contra jugador o jugador contra entorno. Los jugadores también pueden realizar estudios que favorecen el desarrollo de sus ciudades y ejércitos y mejoran otras características del juego.

## Acogida
El juego ha recibido por lo general críticas positivas. Jennifer Allen en su reseña en Gamezebo ha escrito que Throne: Kingdom at War "... disfruta de un agradable ambiente medieval" y "... se pone realmente interesante cuando toca formar nuevas alianzas y conquistar progresivamente nuevos territorios. Las batallas es un componente especialmente entretenido, aunque le llevará tiempo llegar tan lejos". Además considera que "...el juego proporciona una sensación de progreso que motiva a volver a iniciarlo unos minutos durante el día".
En febrero de 2017, el proyecto tenía 4 estrellas de calificación de usuarios en iTunes y 4.5 estrellas en Google Play.